# Exzesse im Orient Express
Exzesse im Orient Express (org. Orient Express) ist ein italienischer Porno-Spielfilm des Regisseurs Luca Damiano aus dem Jahr 1996.

## Handlung
Eine Frau, die ihres Ehelebens müde ist, nimmt den Orient-Express für eine Reise, um ihren fünften Hochzeitstag zu feiern. Sie sieht es als Gelegenheit, neue Leute kennenzulernen und neue Abenteuer zu erleben. Während der Reise wird sie folgende Leute treffen: Ein paar Diebe von internationalem Ruf, einen verarmten Marquis und seine Undercover-Frau. Einen enterbten Abenteurer und zwei verdeckte Polizeibeamte. Gelangweilt und einsam, akzeptiert die schöne Frau die Umwerbung von drei Männern, die sie im Zug trifft: Zuerst einen amerikanischen Geschäftsmann, dann einen Habsburger und zuletzt einen spanischen Stierkämpfer. Am Ende stellt sich heraus, dass diese drei kein anderer sind als der Ehemann der Dame, der sich geschickt verkleidet als die drei Männer ausgibt, um ein erotisches Spiel zu spielen, um die Leidenschaft zwischen seiner Frau und sich selbst zu wecken.

## Veröffentlichungen
Der Film wurde 1996 in Italien von Gold Star auf VHS veröffentlicht. Mittlerweile wurde er u. a. in Deutschland als Exzesse im Orient Express vom Multi-Media-Verlag auf VHS, in den USA als Adventures on the Orient Express von Tip Top Entertainment auf DVD oder in Frankreich als Aventures galantes en première classe von Blue One auf VHS veröffentlicht.

## Trivia
2015 wurden Ausschnitte des Films für den Film Auf der Suche nach dem Ultra-Sex genutzt.